# Vitesse in het seizoen 1943/44
|             | Tweede klasse | Promotie | Totaal |
| ----------- | ------------- | -------- | ------ |
| Wedstrijden | 18            | 6        | 24     |
| Gewonnen    | 13            | 4        | 17     |
| Gelijk      | 3             | 0        | 3      |
| Verloren    | 2             | 2        | 4      |
| Thuis       | 9             | 3        | 12     |
| Uit         | 9             | 3        | 12     |
| Doelsaldo   | +41           | +7       | +48    |
| voor        | 61            | 14       | 75     |
| tegen       | 20            | 7        | 27     |
| ‘De Nul’    | 5             | 2        | 7      |

Vitesse speelde in het seizoen 1943/1944 competitiewedstrijden in de Tweede klasse C Oost. Vitesse nam geen deel aan het toernooi om de KNVB beker.

## Samenvatting
De Vitesse-selectie stond in het seizoen 1943/'44 onder leiding van trainers Gerrit Horsten, Jacques Piederiet en Jan Zonnenberg.
Tijdens de bezetting werd in dit seizoen een normaal competitieprogramma gespeeld; Vitesse nam geen deel aan het bekertoernooi. In de competitie werd Vitesse kampioen van de Tweede klasse C Oost met 29 punten uit 18 wedstrijden; Vitesse plaatste zich hierdoor voor de nacompetitie voor promotie naar de Eerste klasse.
De wedstrijden in de nacompetitie om promotie waren verdeeld over twee ronden. In de eerste ronde won Vitesse over twee wedstrijden van VV Rheden dat zich als kampioen van het voorafgaande seizoen had geplaatst. Vervolgens werd met BVV Borne en Be Quick Zutphen om een plaats in de Eerste klasse gespeeld. Vitesse eindigde op de tweede plaats van deze nacompetitie, en dus bleef Vitesse in de Tweede klasse.

## Selectie en statistieken
Legenda
| - W Wedstrijden - Doelpunten | - B Basisplaatsen - In Wissels In - Uit Wissels Uit |

| Nat.               | Spelersnaam            | Tweede klasse C Oost | Tweede klasse C Oost | Tweede klasse C Oost | Tweede klasse C Oost | Tweede klasse C Oost |  | Promotie | Promotie | Promotie | Promotie | Promotie |  | Totaal | Totaal | Totaal | Totaal | Totaal |
| Nat.               | Spelersnaam            | W                    |                      | B                    | In                   | Uit                  |  | W        |          | B        | In       | Uit      |  | W      |        | B      | In     | Uit    |
| ------------------ | ---------------------- | -------------------- | -------------------- | -------------------- | -------------------- | -------------------- |  | -------- | -------- | -------- | -------- | -------- |  | ------ | ------ | ------ | ------ | ------ |
| Vlag van Nederland | Sjaak Alberts          | 14                   | 6                    | 12                   | 2                    | 0                    |  | 6        | 1        | 6        | 0        | 0        |  | 20     | 7      | 18     | 2      | 0      |
| Vlag van Nederland | Piet van Asselt        | 10                   | 0                    | 10                   | 0                    | 0                    |  | 6        | 0        | 6        | 0        | 0        |  | 16     | 0      | 16     | 0      | 0      |
| Vlag van Nederland | Gerard Bongers         | 2                    | 0                    | 2                    | 0                    | 1                    |  | 0        | 0        | 0        | 0        | 0        |  | 2      | 0      | 2      | 0      | 1      |
| Vlag van Nederland | John de Bos            | 17                   | 0                    | 17                   | 0                    | 0                    |  | 6        | 0        | 6        | 0        | 0        |  | 23     | 0      | 23     | 0      | 0      |
| Vlag van Nederland | Jef Dorpmans           | 10                   | 10                   | 10                   | 0                    | 0                    |  | 5        | 3        | 5        | 0        | 0        |  | 15     | 13     | 15     | 0      | 0      |
| Vlag van Nederland | Johan Haselhorst       | 2                    | 0                    | 2                    | 0                    | 0                    |  | 5        | 0        | 5        | 0        | 0        |  | 7      | 0      | 7      | 0      | 0      |
| Vlag van Nederland | Jan Horrée             | 2                    | 0                    | 1                    | 1                    | 0                    |  | 2        | 0        | 2        | 0        | 0        |  | 4      | 0      | 3      | 1      | 0      |
| Vlag van Nederland | Bertus de Kat Angelino | 18                   | 3                    | 18                   | 0                    | 0                    |  | 6        | 3        | 6        | 0        | 0        |  | 24     | 6      | 24     | 0      | 0      |
| Vlag van Nederland | Kees Meeuwsen          | 16                   | 0                    | 16                   | 0                    | 0                    |  | 6        | 0        | 6        | 0        | 0        |  | 22     | 0      | 22     | 0      | 0      |
| Vlag van Nederland | Rein van de Mey        | 16                   | 3                    | 15                   | 1                    | 1                    |  | 0        | 0        | 0        | 0        | 0        |  | 16     | 3      | 15     | 1      | 1      |
| Vlag van Nederland | Jan Reyers             | 8                    | 0                    | 8                    | 0                    | 1                    |  | 0        | 0        | 0        | 0        | 0        |  | 8      | 0      | 8      | 0      | 1      |
| Vlag van Nederland | Johan Ricken           | 18                   | 0                    | 18                   | 0                    | 0                    |  | 6        | 0        | 6        | 0        | 0        |  | 24     | 0      | 24     | 0      | 0      |
| Vlag van Nederland | Bé Scholten            | 1                    | 0                    | 1                    | 0                    | 0                    |  | 0        | 0        | 0        | 0        | 0        |  | 1      | 0      | 1      | 0      | 0      |
| Vlag van Nederland | Arie Schoorl           | 18                   | 26                   | 18                   | 0                    | 1                    |  | 6        | 4        | 6        | 0        | 0        |  | 24     | 30     | 24     | 0      | 1      |
| Vlag van Nederland | Joop Snelders          | 10                   | 0                    | 10                   | 0                    | 0                    |  | 0        | 0        | 0        | 0        | 0        |  | 10     | 0      | 10     | 0      | 0      |
| Vlag van Nederland | Wim Steffen            | 7                    | 0                    | 6                    | 1                    | 0                    |  | 6        | 0        | 6        | 0        | 0        |  | 13     | 0      | 12     | 1      | 0      |
| Vlag van Nederland | Henk Venema            | 2                    | 0                    | 2                    | 0                    | 0                    |  | 6        | 1        | 6        | 0        | 0        |  | 8      | 1      | 8      | 0      | 0      |
| Vlag van Nederland | Nico Westdijk          | 16                   | 8                    | 16                   | 0                    | 1                    |  | 0        | 0        | 0        | 0        | 0        |  | 16     | 8      | 16     | 0      | 1      |
| Vlag van Nederland | Jan Zonnenberg         | 16                   | 3                    | 16                   | 0                    | 0                    |  | 0        | 0        | 0        | 0        | 0        |  | 16     | 3      | 16     | 0      | 0      |
| Totaal             | Totaal                 | 18                   | 61                   | 198                  | 5                    | 5                    |  | 6        | 14       | 66       | 0        | 0        |  | 24     | 75     | 264    | 5      | 5      |
| Nat.               | Spelersnaam            | W                    |                      | B                    | In                   | Uit                  |  | W        |          | B        | In       | Uit      |  | W      |        | B      | In     | Uit    |
| Nat.               | Spelersnaam            | Tweede klasse C Oost | Tweede klasse C Oost | Tweede klasse C Oost | Tweede klasse C Oost | Tweede klasse C Oost |  | Promotie | Promotie | Promotie | Promotie | Promotie |  | Totaal | Totaal | Totaal | Totaal | Totaal |

### Topscorers
| Nr.                         | Naam                        | Doelpunt(en) |
| --------------------------- | --------------------------- | ------------ |
| 1                           | Arie Schoorl                | 26           |
| 2                           | Jef Dorpmans                | 10           |
| 3                           | Nico Westdijk               | 8            |
| 4                           | Sjaak Alberts               | 6            |
| 5                           | Bertus de Kat Angelino      | 3            |
| 5                           | Rein van de Mey             | 3            |
| 5                           | Jan Zonnenberg              | 3            |
| Eigen doelpunt tegenstander | Eigen doelpunt tegenstander | 2            |
| Totaal                      | Totaal                      | 61           |

| Nr.                         | Naam                        | Doelpunt(en) |
| --------------------------- | --------------------------- | ------------ |
| 1                           | Arie Schoorl                | 4            |
| 2                           | Jef Dorpmans                | 3            |
| 2                           | Bertus de Kat Angelino      | 3            |
| 4                           | Sjaak Alberts               | 1            |
| 4                           | Henk Venema                 | 1            |
| Eigen doelpunt tegenstander | Eigen doelpunt tegenstander | 2            |
| Totaal                      | Totaal                      | 14           |

| Nr.                         | Naam                        | Doelpunt(en) |
| --------------------------- | --------------------------- | ------------ |
| 1                           | Arie Schoorl                | 30           |
| 2                           | Jef Dorpmans                | 13           |
| 3                           | Nico Westdijk               | 8            |
| 4                           | Sjaak Alberts               | 7            |
| 5                           | Bertus de Kat Angelino      | 6            |
| 6                           | Rein van de Mey             | 3            |
| 6                           | Jan Zonnenberg              | 3            |
| 8                           | Henk Venema                 | 1            |
| Eigen doelpunt tegenstander | Eigen doelpunt tegenstander | 4            |
| Totaal                      | Totaal                      | 75           |

## Wedstrijden
Bron: Vitesse Statistieken
| Legenda    |
| ---------- |
| Winst      |
| Gelijkspel |
| Verlies    |

### Tweede klasse C Oost
| Datum             | Thuis         | Uitslag   | Uit           | Doelpuntenmakers Vitesse                                                                          | Bijzonderheden                                  |
| ----------------- | ------------- | --------- | ------------- | ------------------------------------------------------------------------------------------------- | ----------------------------------------------- |
| 5 september 1943  | Vitesse       | 8–0 (1–0) | Theole        | Dorpmans (4x; 1–0, 2–0, 3–0, 6–0), Alberts (2x; 5–0, 8–0), Westdijk (4–0), Schoorl (7–0)          |                                                 |
| 12 september 1943 | VV Doetinchem | 0–7 (0–2) | Vitesse       | Schoorl (3x; 0–1, 0–2, 0–3), De Kat Angelino (0–4), Westdijk (0–5), ? (e.d.; 0–6), Dorpmans (0–7) |                                                 |
| 19 september 1943 | Vitesse       | 1–0 (0–0) | VV Rheden     | Schoorl (1–0)                                                                                     |                                                 |
| 26 september 1943 | DVSE          | 0–1 (0–1) | Vitesse       | Schoorl (0–1)                                                                                     |                                                 |
| 3 oktober 1943    | Vitesse       | 3–1 (2–0) | VV Aalten     | Dorpmans (1–0), Westdijk (2–0), Schoorl (3–0)                                                     |                                                 |
| 10 oktober 1943   | De Treffers   | 2–6 (1–2) | Vitesse       | Schoorl (4x; 1–2, 2–4, 2–5, 2–6), Dorpmans (0–1), Zonnenberg (2–3)                                |                                                 |
| 17 oktober 1943   | Vitesse       | 1–2 (0–0) | TEC Tiel      | Zonnenberg (1–1)                                                                                  |                                                 |
| 31 oktober 1943   | SCH           | 2–2 (2–1) | Vitesse       | De Kat Angelino (1–1), Schoorl (2–2)                                                              |                                                 |
| 7 november 1943   | Vitesse       | 5–2 (1–0) | VV Veenendaal | Westdijk (1–0), Schoorl (2–1), Zonnenberg (3–1), ? (e.d.; 4–1), Van de Mey (5–1)                  |                                                 |
| 21 november 1943  | Vitesse       | 3–1 (1–0) | VV Doetinchem | Westdijk (1–0), De Kat Angelino (2–0), Van de Mey (3–0)                                           |                                                 |
| 5 december 1943   | VV Rheden     | 1–1 (0–0) | Vitesse       | Alberts (0–1)                                                                                     |                                                 |
| 9 januari 1944    | Vitesse       | 7–2 (3–1) | De Treffers   | Schoorl (3x; 2–0, 3–1, 5–2), Alberts (3x; 4–2, 6–2, 7–2), Westdijk (1–0)                          |                                                 |
| 16 januari 1944   | VV Aalten     | 1–5 (0–2) | Vitesse       | Schoorl (3x; 0–2, 1–4, 1–5), Westdijk (0–1), Van de Mey (0–3)                                     |                                                 |
| 23 januari 1944   | TEC Tiel      | 2–3 (0–2) | Vitesse       | Schoorl (2x; 0–1, 0–2), Westdijk (0–3)                                                            |                                                 |
| 30 januari 1944   | Theole        | 1–1 (0–1) | Vitesse       | Schoorl (0–1)                                                                                     |                                                 |
| 6 februari 1944   | Vitesse       | 2–1 (2–1) | SCH           | Schoorl (2x; 1–0, 2–0)                                                                            | Vitesse kampioen                                |
| 13 februari 1944  | VV Veenendaal | 2–0 (1–0) | Vitesse       | (–)                                                                                               |                                                 |
| 23 april 1944     | Vitesse       | 5–0 (4–0) | DVSE          | Dorpmans (3x; 2–0, 4–0, 5–0), Schoorl (2x; 1–0, 3–0)                                              | Wedstrijd oorspronkelijk gepland op 20 februari |

### Nacompetitie om Promotie

#### Promotiewedstrijden tegen de kampioen van 1942/43
- Vitesse won beide wedstrijden en ging daarmee door naar de volgende ronde.

| Datum         | Thuis     | Uitslag   | Uit       | Doelpuntenmakers Vitesse             | Bijzonderheden |
| ------------- | --------- | --------- | --------- | ------------------------------------ | -------------- |
| 2 april 1944  | VV Rheden | 1–2 (1–1) | Vitesse   | Schoorl (1–1), Venema (1–2)          |                |
| 10 april 1944 | Vitesse   | 2–0 (1–0) | VV Rheden | De Kat Angelino (1–0), Schoorl (2–0) |                |

#### Promotiewedstrijden voor een plaats in de Eerste klasse
| Datum         | Thuis            | Uitslag   | Uit              | Doelpuntenmakers Vitesse                                                           | Bijzonderheden                                                              |
| ------------- | ---------------- | --------- | ---------------- | ---------------------------------------------------------------------------------- | --------------------------------------------------------------------------- |
| 16 april 1944 | Vitesse          | 4–1 (1–0) | Be Quick Zutphen | Dorpmans (2x; 3–0, 4–1), Schoorl (1–0), Alberts (2–0)                              |                                                                             |
| 30 april 1944 | BVV Borne        | 4–1 (2–0) | Vitesse          | De Kat Angelino (2–1)                                                              |                                                                             |
| 7 mei 1944    | Be Quick Zutphen | 1–0 (0–0) | Vitesse          | (–)                                                                                | Vitesse tekende protest aan tegen het doelpunt; de KNVB wees het protest af |
| 21 mei 1944   | Vitesse          | 5–0 (3–0) | BVV Borne        | De Kat Angelino (1–0), ? (e.d.; 2–0), Schoorl (3–0), ? (e.d.; 4–0), Dorpmans (5–0) |                                                                             |

### Oefenwedstrijden
| Datum            | Thuis         | Uitslag   | Uit                 | Doelpuntenmakers Vitesse                                                     | Bijzonderheden     |
| ---------------- | ------------- | --------- | ------------------- | ---------------------------------------------------------------------------- | ------------------ |
| 22 augustus 1943 | Vitesse       | 5–8 (2–5) | Quick 1888          | Schoorl (3x; 2–4, 3–6, 4–6), Dorpmans (2x; 1–4, 5–6)                         |                    |
| 29 augustus 1943 | Vitesse       | 5–1 (1–0) | Be Quick Zutphen    | Schoorl (3x; 1–0, 3–0, 4–0), Dorpmans (2x; 2–0, 5–0)                         |                    |
| 24 oktober 1943  | SC Doesburg   | 6–4 (3–1) | Vitesse             | Alberts (2x; 3–2, 3–3), Dorpmans (1–1), ? (e.d.; 3–4)                        |                    |
| 26 december 1943 | Vitesse       | 3–3 (2–2) | VV DOS              | Schoorl (3x; 1–0, 2–2, 3–2)                                                  |                    |
| 2 januari 1944   | UVV           | 1–2 (0–2) | Vitesse             | ?                                                                            |                    |
| 27 februari 1944 | DWS           | 2–1       | Vitesse             | ?                                                                            |                    |
| 1 juni 1944      | Vitesse       | 1–1 (1–1) | IJ.V.V. Stormvogels | Steffen (1–0)                                                                | Ricken (e.d.; 1–1) |
| 11 juni 1944     | SC Varsseveld | 2–5 (1–3) | Vitesse             | Schoorl (1–1), Dorpmans (2x; 1–2, 1–3), Alberts (2–4), De Kat Angelino (2–5) |                    |

## Eindstanden
Bron: Arjan Molenaar & Rien Bor, 111 jaar Vitesse: De sportieve geschiedenis van Vitesse 1892-2003, Arnhem, 2003. ISBN 90-9017300-5

### Tweede klasse C Oost 1943/'44
| Pos. | Club          | GS | W  | G | V  | Pnt. | DS          |
| ---- | ------------- | -- | -- | - | -- | ---- | ----------- |
| 1    | Vitesse       | 18 | 13 | 3 | 2  | 29   | +41 (61-20) |
| 2    | VV Rheden     | 18 | 12 | 2 | 4  | 26   | +26 (45-19) |
| 3    | VV Veenendaal | 18 | 13 | 0 | 5  | 26   | +22 (48-26) |
| 4    | TEC Tiel      | 18 | 9  | 1 | 8  | 19   | +14 (53-39) |
| 5    | Theole        | 18 | 9  | 1 | 8  | 19   | −6 (43-49)  |
| 6    | VV Aalten     | 18 | 7  | 2 | 9  | 16   | −10 (31-41) |
| 7    | VV Doetinchem | 18 | 7  | 2 | 9  | 16   | −18 (33-51) |
| 8    | DVSE          | 18 | 5  | 3 | 10 | 13   | −12 (35-47) |
| 9    | SCH           | 18 | 5  | 2 | 11 | 12   | −9 (41-50)  |
| 10   | De Treffers   | 18 | 2  | 0 | 16 | 4    | −48 (25-73) |

### Nacompetitie om Promotie 1944
| Pos. | Club             | GS | W | G | V | Pnt. | DS        |
| ---- | ---------------- | -- | - | - | - | ---- | --------- |
| 1    | Be Quick Zutphen | 4  | 3 | 0 | 1 | 6    | +2 (8-6)  |
| 2    | Vitesse          | 4  | 2 | 0 | 2 | 4    | +4 (10-6) |
| 3    | BVV Borne        | 4  | 1 | 0 | 3 | 2    | −6 (6-12) |